# Cranioleuca sulphurifera
Cranioleuca sulphurifera là một loài chim trong họ Furnariidae.